# New beat
Pour les articles homonymes, voir Beat.
Sous-genres
Hard beat, schizzo, 4-beat , nougat beat
Genres dérivés
Eurodance, techno hardcore, hard trance, Trance Goa, trance psychédélique, rave, hardstyle, hardtechno, breakbeat hardcore, acid trance.
Genres associés
Acid house
La new beat est un genre de musique électronique proche de l'acid house, dérivé d'une variété de musiques dont la new wave et l'EBM, à l'origine, et ayant émergé à l'ouest de l'Europe à la fin des années 1980 juste avant la techno provenant de Détroit. Le terme désigne également la scène et sous-culture musicale underground belge dans les années 1980. De par sa proximité avec la Belgique, ce style de musique était également populaire dans le Nord-Pas-de-Calais, dans le Nord de la France.

## Histoire

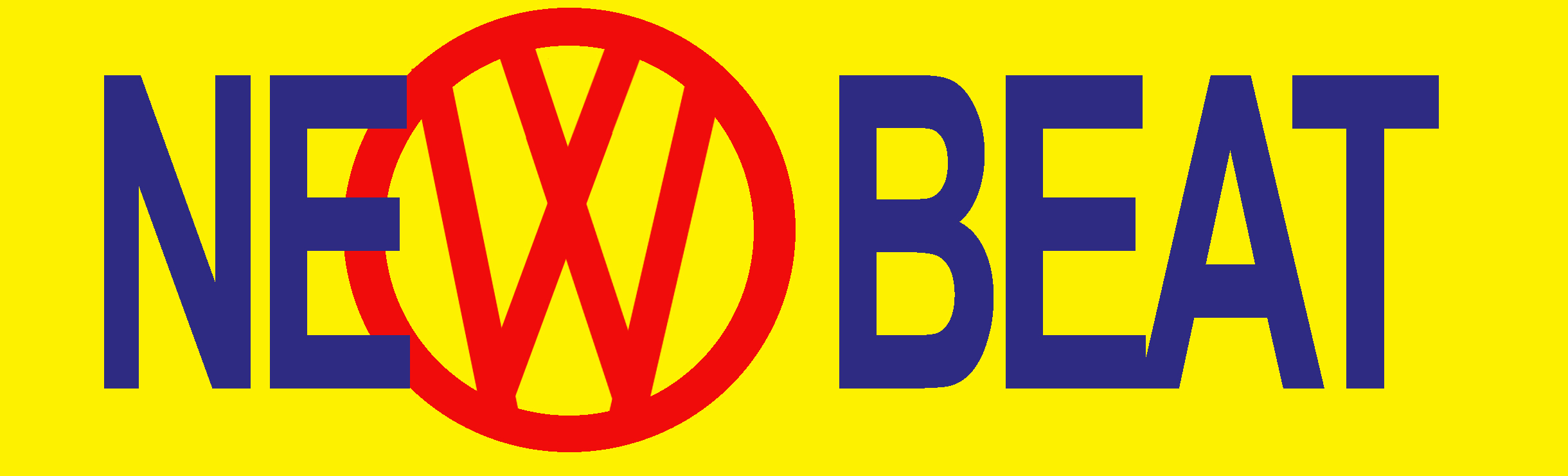
Un logo new beat.

La new beat européenne émerge en Belgique à la fin des années 1980, plus précisément en 1987 et 1988. Ce style de musique électronique underground, s'est diffusé dans les clubs et discothèques de l'Europe de l'Ouest. Il s'agit d'un mélange d'electronic body music et de musiques acid et house originaires de Chicago. Le genre a pour précurseur l'AB-music du nom de la discothèque L'Ancienne Belgique d'Anvers où le disc jockey Dikke Ronny (littéralement « Gros Ronny ») mixait des titres new wave à des musiques de film. Le déclic se fait lorsque Marc Grouls et une poignée d'autres DJ ralentissent le 45 tours EBM intitulé Flesh du groupe A Split-Second à 33 tours accéléré à 8 %,,. « En ramenant sa vitesse à celle d’un 33 tours, Marc passa d’un bon morceau euro-industriel à celui d’une splendide épopée mélodramatique qui mit le feu tout l’été dans les boîtes de Londres. »
Hormis A Split-Second, le genre a également été influencé par des groupes de musique industrielle et EBM tels que Front 242 et The Neon Judgement, et de groupes de new wave, cold wave et dark wave tels que Fad Gadget, Gary Numan et Anne Clark. Les grands clubs tels que le Boccaccio popularisent massivement ce genre. Le croisement de toutes ces influences donne finalement naissance à une musique de club qui récupère les hits d'outre-atlantique plaquant des gimmicks, slogans « ecstasy » ou « aciiiiiid » criés sur des rythmes minimalistes.
La new beat se présentera sous différents aspects : sympas et festifs (Confetti's/The C), ouvertement sexuels (Taste of Sugar/Hmm Hmm), ou illicites (The Maxx/Cocaïne) samplant et recyclant l'actualité nationale : « les petits belges étaient des malins manipulant le disque et le sampling comme d'une arme dont la cible a déjà été des gens aussi célèbres que VDB, Mobutu, Maertens et Haemers. » Qui ? de BSR, On se calme des Bassline Boys (sample de l’émission TV de Christophe Dechavanne, Ciel, mon mardi !), ou internationale : A.Z.A.P As Zaïre As Possible - Le Maréchal, critique de Mobutu à partir du sample de ses propres discours, et Gorba the Chief de Sacher Musak, au sujet de Mikhaïl Gorbatchev.
Les débouchés commerciaux de ce courant musical en plein essor conduisent de nombreux musiciens à enregistrer des titres sous des noms de groupes créés pour la circonstance. Les musiciens « manient le rythmes en boîtes et les samplers dans un souci évident de croquer une part du gâteau avant qu'il ne rassisse ». Ainsi le trio Morton Sherman Bellucci, publie une centaine de titres avec presque autant de pseudonymes différents.
Parmi les groupes de new beat les plus connus se trouvent Confetti's et Lords of Acid. La new beat a été largement diffusée en son temps dans le programme Party Zone sur MTV Europe. Un courant d’échanges intenses et fructueux s’installe avec la house de Chicago, ainsi le titre Pump Up the Jam du groupe Technotronic connaît un succès outre-Atlantique et remporte plusieurs récompenses. Toutefois, la multiplication opportuniste de titres orientés new beat conduisent à l'essoufflement de ce courant musical. Les morceaux créés spécifiquement pour être des succès commerciaux se voient qualifiés de « nougat beat ».
La new beat est le précurseur direct de la techno hardcore et de ses sous-genres musicaux (en ce temps connus sous le terme de rave musique), ayant émergé au début des années 1990 aux Pays-Bas et dans les pays frontaliers. Entre 1988, début 1989 et 1990, la new beat contribue au développement des sous-genres ou genres successeurs, hard beat et schizzo[Quoi ?] — le schizzo étant orienté techno — considérablement plus rapide que la new beat originale.
En 2012, un documentaire intitulé The Sound of Belgium, retraçant la naissance de la new beat dans le contexte plus large des racines musicales belges, est réalisé par Jozef Devillé,,.

## Artistes
Les artistes et groupes notables du genre incluent : Acts of Madmen, Amnesia, 16 Bits, A Split Second, Bassline Boys, Bazz, Confetti's, Dr. Phibes, Erotic Dissidents, Highstreet, HN03, In-D, Jade 4U, Lords of Acid, Mad Traxx, Major Problem, Miss Nicky Trax, Morton Sherman Bellucci, Nikkie Van Lierop, One O One, Off, Poésie Noire, Rhythm Device, Shakti, Spiritual Sky, The Maxx, Tragic Error et You Injure Yourself!.
Outre les liens évidents de la new beat avec l'apparition de la techno, Stromae revendique l'influence de la new beat dans son propre son.